# Дмитренко, Леонид Васильевич
Леонид Васильевич Дмитренко (6 ноября 1930, Харьков — 3 марта 1996, Санкт-Петербург) — советский и российский ученый, специалист в области физики химических процессов; доктор химических наук, профессор, автор более 300 научных публикаций и 17 патентов на изобретения.

## Биография
В 1955 году Л. В. Дмитренко с отличием окончил физико-механический факультет Ленинградского политехнического института имени М. И. Калинина по специальности «техническая физика».
Работал инженером-исследователем в Институте высокомолекулярных соединений.
В 1961 году защитил кандидатскую диссертацию в Химико-фармацевтическом институте.
В 1965 году избран, а в 1967 году утвержден в должности старшего научного сотрудника Института высокомолекулярных соединений по специальности «физическая химия». Его научная деятельность в тот период была связана с изучением закономерностей межмолекулярного взаимодействия в системах с участием сложных органических ионов и полиэлектролитов различной структуры. Теоретические исследования явились основой для практической реализации ряда разработок, в которых Л. В. Дмитренко принимал непосредственное участие. Среди них — освоение принципиально новых промышленных процессов получения кокарбоксилазы, АТФ, инсулина и антибиотиков.
В 1974 году защитил докторскую диссертацию по теме: «Исследование взаимодействия полиэлектролитов с органическими ионами (антибиотиками, нуклеотидами и их производными, белками и модельными соединениями)».
В 1976 году решением высшей аттестационной комиссии при Совете министров СССР Л. В. Дмитренко была присуждена учёная степень доктора химических наук.
С 1975 по 1984 год работал директором Всесоюзного научно-исследовательского института гидролизной промышленности (ВНИИГидролиз).
В 1984 году решением Высшей аттестационной комиссии при Совете Министров СССР Л. В. Дмитренко присвоено учёное звание профессора по специальности «биотехнология».
Основное направление работы Института в этот период характеризуется интенсивным развитием исследований по комплексному использованию растительного сырья. При активном участии Л. В. Дмитренко во ВНИИГидролизе осуществлены разработки, предполагающие упрощение технологии, снижение энергозатрат, металлоёмкости, утилизации отходов действующих гидролизных производств, а также работы по трансформации растительной ткани в кормовые, углеводные и углеводно-белковые продукты химическими, микробиологическими и радиационными методами, цикл исследований по переработке и утилизации продуктов на основе гидролизного лигнина. Проведены исследования по разработке технологических процессов для получения ценных продуктов на основе гидролизатов древесины.
В последние годы Л. В. Дмитренко активно работал над созданием новых технологических процессов выделения гидролитических ферментов. Часть этих разработок по настоящее время используется заводом медицинских препаратов АО «Самсон».
С 1984 года Л. В. Дмитренко перешёл на преподавательскую работу, став профессором и заведующим кафедрой биотехнологии Ленинградского химико-фармацевтического института, а в 1994 году — профессором кафедры химии древесины и физической химии Лесотехнической академии.
В течение многих лет Л. В. Дмитренко вёл обширную научно-педагогическую работу, под его руководством защищён ряд кандидатских диссертаций. До последних дней жизни активно участвовал в научной деятельности специализированных учёных советов Института высокомолекулярных соединений, Санкт-Петербургского технологического университета и Лесотехнической академии. Был одним из инициаторов создания и членом-основателем Санкт-Петербургского союза научных и инженерных обществ. Был членом Научного совета АН СССР по проблеме «Химия древесины и её основных компонентов», членом редколлегии журнала «Гидролизная и лесохимическая промышленность».
Леонид Васильевич Дмитренко — автор более 300 научных публикаций и изобретений, многие из которых удостоены наград. В период с 1960 по 1978 годы Л. В. Дмитренко был награждён двумя бронзовыми, серебряной и большой серебряной медалями Главного комитета ВДНХ СССР «За достигнутые успехи в развитии народного хозяйства СССР». Леонид Васильевич Дмитренко был одним из инициаторов организации и одним из первых членов-основателей Санкт-Петербургского Союза научных инженерных обществ и активно участвовал в его работе.

## Личная жизнь
Был женат на Людмиле Васильевне Дмитренко (урожд. Фёдорова, 5.4.1932 — 30.5.2021), переводчице французской литературы и поэтессе.

## Публикации
- Дмитренко Л. В. Исследование взаимодействия полиэлектролитов с органическими ионами (антибиотиками, нуклеотидами и их производными, белками и модельными соединениями) : Автореферат дис. на соискание ученой степени доктора химических наук / АН СССР. Ин-т высокомолекулярных соединений. — Л. : [б. и.], 1974. — 40 с.
- Дмитренко Л. В. Состояние и перспективы развития образования в Северо-Западном регионе России / науч. ред. И. И. Боголепов // Выход из экономического кризиса в Санкт-Петербурге: проблемы и решения : материалы Второго съезда СПб Союза НИО, состоявшегося 2-4 декабря 1992 года в Большом зале Мариинского дворца. — СПб. : Санкт-Петербургский союз НИО, 1993. — Т. 1: Доклады на пленарных заседаниях. — С. 133—135.
- Наумова Л. В., Елькин Г. Э., Дмитренко Л. В. Кинетика сорбции сывороточного альбумина на макропористом стекле МПС-250 ГХ // Прикладная биохимия и микробиология. — 1996. — Т. 32, № 5. — С. 493—495.
- L. V. Dmitrenko, K. K. Kalnin’sh, V. Ya. Vorob’eva, B. G. Bel’kii, and G. V. Samsonov, Tr. Leningr. Khimiko-Fiz. In-ta, 25, 20 (1968)
- L. V. Dmitrenko, A. Sh. Genedi, and G. V. Samsonov, Kolloidn. Zh.,32, 37 (1970)
- Г. В. Самсонов, Л. В. Дмитренко, А. Г. Сирота, М. П. Шестерикова, С. Ф. Лаврентьева. Физико-химические свойства альбомицина[9]. // Биохимия. — 1958 — Т. 23, № 2, — С. 220
- L. V. Dmitrenko, A. D. Morozova & G. V. Samsonov. Bulletin of the Academy of Sciences of the USSR, Division of chemical science volume 21, — 1972, — pages 1506—1510[10]
- М. В. Гликина, Л. Р. Гудкин, А. Д. Морозова, Л. В. Дмитренко, Г. В. Самсонов. Фракционирование белковых гидролизатов при помощи гельфильтрации и хроматографии на амфотерной смоле БАК-6 — 1964 — выпуск 2, том 29, — Биохимия[11].